# Festival Estéreo Picnic
Il Festival Estéreo Picnic è un festival musicale che si svolge annualmente a Bogotà, in Colombia, dal 2010.
Ospita artisti di fama internazionale nell'ambito della scena elettronica, pop e rock.

## Edizioni
- 2021 (10-12 settembre) - Guns N' Roses, The Strokes, The Chemical Brothers, Armin van Buuren, Paulo Londra, Vampire Weekend, Nile Rodgers, James Blake, Cage the Elephant, LP, Cultura Profética, Hot Chip, Rita Ora, Four Tet, Rex Orange County, 00:30, Charli XCX, Binomio de Oro de América, Kacey Musgraves, Madeon, King Princess, Idles, Pabllo Vittar, Micro TDH, Red Axes, XXXXXXX, Black MIDI, Tomasa del Real, Golden Dawn Arkestra, Elsa y el Mar, Nanpa Basico, Javiera Mena, Bad Gyal, Margarita siempre viva, Los Makency, La Pacifican Power, Los Árboles, Babelgam, N. Hardem + Las Hermanas, Los Niños Telepáticos, Teatro Unión, Los Yorkis, Los Maricas, Armenia, Mr. Bleat, W.Y.K., Cerrero, Ceferina Banquez, Aguas Ardientes, Mente Orgánica, Encarta 98, Pancho Piedra, Urdaneta.[1]
- 2019 (5-7 aprile) - Arctic Monkeys, Kendrick Lamar, Twenty One Pilots, Sam Smith, Underworld, Tiësto, Disclosure, The 1975, Interpol, Odesza, Grupo Niche, Years & Years, St. Vincent, Foals, Portugal. The Man, Rhye, DJ Koze, Rüfüs Du Sol, Erlend Øye y la Comitiva, Zhu, Khruangbin, FIDLAR, Nicola Cruz, Cuco, Alcolirykoz, Jon Hopkins, Seun Kuti & Fela's Egypt 80, Bajo Tierra, Esteman, Los Espíritus, Mitú, Ximena Sariñana, Rap Bang Club, Carlos Sadness, Irie Kingz, Mula, The Kitsch, Nicolás y Los Fumadores, Apache, Pedrina, La Payara, Margarita Siempre Viva, ha$lopablito, Usted Señalemelo, Mabiland, Quemarlo todo por error, Las Yumbeñas, TSH Sudaca, Alejandro y María Laura, Absalón y Afropacífico, Arrabalero, Da Pawn, Montaña, Silvina Moreno.[2]
- 2018 (23-25 marzo) - The Killers, Gorillaz, Lana Del Rey, The Neighbourhood, LCD Soundsystem, DJ Snake, Zoé, Hardwell, The National, Bomba Estéreo, Royal Blood, Galantis, Kali Uchis, Dillon Francis, Kamilo Kaldas, Metronomy, Mac Demarco, Milky Chance, The Black Madonna, Sofi Tukker, Ondatrópica, Oh Wonder, La Vida Boheme, Diamante Eléctrico, Crew Peligrosos, Dengue Dengue Dengue, Charles King, Buscabulla, Telebit, N.A.A.F.I, La Chiva Gantiva, Centavrs, Thomas Jack, MNKYBSNSS, La Maquina Camaleón, La Boa, Technicolor Fabrics, Tribu Baharú, Esteban Copete Y Su Kinteto Pacífico, Abelardo Carbono, Cynthia Montaño, Dany F, Ácido Pantera, Surcos, Moügli, Salomón Beda, La Ramona, Pablo Trujillo, Saail, Alfonso Espriella, Bleepolar, Tomas Station.[3]
- 2017 (23-25 marzo) - The Strokes, The Weeknd, Deadmau5, Justice, The XX, Martin Garrix, Wiz Khalifa, Flume, Sublime with Rome, Richie Hawtin, Two Door Cinema Club, Rancid, Caribou, Cage The Elephant, G-Eazy, Glass Animals, Silversun Pickups, Vance Joy, Claptone: Immortal Live, Damian Lazarus, Toto la Momposina, Catfish and the Botlemen, Bob Moses, Gus Gus, Quantic, Chancha Vía Circuito, Rawayana, Aj Dávila, Bazurto All Stars, Nawal, Julio Victoria, Arbol de Ojos, Canalon de Timbiqui, Seis Peatones, Zalama Crew, Los Makenzy, Mateo Kingman, Ali A.K.A Mind, Elkin Robinson, Cero 39, Romperayo, Felipe Gordon, Coco Nono, Julio Garces, Nanook el Ultimo Esquimal, Sagan, Ratrace, Adi, N Hardem, Los Hotpants, Popstitute, Buendía.[4]
- 2016 (10-12 marzo)

| giovedì 10 marzo      | venerdì 11 marzo                   | sabato 12 marzo        |
| ESCENARIO HUAWEI      | ESCENARIO HUAWEI                   | ESCENARIO HUAWEI       |
| --------------------- | ---------------------------------- | ---------------------- |
| The Kitsch            | Revolver Plateado                  | Sultana                |
| Albert Hammond Jr.    | Vicente García                     | Nelda Piña & La Boa    |
| Bad Religion          | Walk The Moon                      | Onda Vaga              |
| Odesza                | Jungle                             | Sidestepper            |
| Die Antwoord          | Duke Dumont                        | Mnkybsnss              |
|                       | Zedd                               | Kygo                   |
| ESCENARIO PEPSI MUSIC |                                    |                        |
| Electric Mistakes     | Ismael Ayende                      | Xavier Martinex        |
| El Otro Grupo         | Los Pirañas                        | Goli                   |
| The Joy Formidable    | Little Jesus                       | Kanaku & El Tigre      |
| Ela Minus             | Francisca Valenzuela               | Gabriel Garzón-Montano |
| La Minitk Del Miedo   | Christina Rosenvinge               | Alvvays                |
| A-Trak                | Unknown Yet                        | Lunate                 |
|                       | Patrick Topping                    | Nicola Cruz            |
| Jamie Jones           | Nicolas Jaar                       |                        |
| ESCENARIO TIGO MUSIC  |                                    |                        |
| 1280 Almas            | Ximena Sariñana                    | Tarmac                 |
| Of Monsters and Men   | Oh'laville                         | Seeed                  |
| Tame Impala           | Alabama Shakes                     | Los Petitfellas        |
| Mumford & Sons        | Noel Gallagher's High Flying Birds | The Flaming Lips       |
|                       | Florence + The Machine             | Snoop Dogg             |
|                       | Jack Ü (Skrillex + Diplo)          |                        |

- 2015 (12-14 marzo) - Kings of Leon, Calvin Harris, Jack White, Skrillex, Andrés Calamaro, Kasabian, Damian Marley, Alt-j, Aterciopelados, Major Lazer, Deep Dish, The Kooks, Draco Rosa, Rudimental, Soja, Sbtrkt, Los Amigos Invisibles, La Mala Rodríguez, Miami Horror, Systema Solar, Él Mató A Un Policía Motorizado, Designer Drugs, Fatso, Herencia De Timbiquí, Astro, Danicattack, Caloncho, Telebit, Slow Hands, Foster The People, Andrés Correa, La Tostadora, Ulises Hadjis, Rancho Aparte, Okraa, Chet Faker, Crew Peligrosos, Ciegossordomundos, 424, Dmk, Federico Franco, Balancer, Puerto Candelaria, Salt Cathedral, Pedrina Y Río, Tan Tan Morgan, Grupo De Expertos Sol Y Nieve, Compass, Crew Love, Reyno, Mavidip & Steinlausky, Quique Neira, Steven Guberek, Elsa Y Elmar, Lion Reggae, Milmarías, Planes, Superlitio, Mitú[5].
- 2014 (3-5 aprile) - Red Hot Chili Peppers, Nine Inch Nails, Los Fabulosos Cadillacs, Empire of the Sun, Tiësto, Phoenix, Pixies, Vampire Weekend, Zoé, Axwell, Julian Casablancas, Cut Copy, Zedd, Gogol Bordello, Babasónicos, Bomba Estéreo, Capital Cities, The Wailers, Monsieur Periné, Portugal The Man, Jovanotti, Cultura Profética, La 33, AFI, Savages, Natalia Lafourcade, Dorian, Charles King, Mateo Lewis, Antombo, RVSB, Los Petitfellas, Árbol de ojos, Camila Moreno, Consulado Popular, Juan Pablo Vega, Injury, Gerard, OH´Laville, Lianna, El Freaky, Ronny Albarracin[6].
- 2013 (5-7 aprile) - The Killers, New Order, Cafe Tacvba, Two Door Cinema Club, Foals, Steve Aoki, Crystal Castles, León Larregui, Major Lazer, Carla Morrison, Vetusta Morla, Juan Cirerol, Diamante Eléctrico, Ondatrópica, Alcolyrikoz, Esteman, Mr. Bleat, Meridian Brothers, Planes, Silencio No Hay Banda, Pernett y Panorama[7].
- 2012 (30 marzo) - MGMT, Caifanes, TV on the Radio, Cassius, Gentleman, Tinie Tempah, Yuksek, Amigos Invisibles, Tres Coronas, Denver, Toy Selectah, Systema Solar, Monsieur Periné, Superlitio, Crew Peligrosos, SoundaCity, La Maquina del Caribe, De Bruces a Mi, Planes, Globos de Aire, Copyright, Resina Lala y Armando Quest[8].
- 2011 (9 aprile) - Calle 13, The Presets, CSS, Choquibtown, Lee "Scratch" Perry, Zoé, The Sounds, The Twelves, Bag Raiders, Modex, Jiggy Drama, Profetas, Providencia, Frente Cumbiero, Radio Rebelde, The Mills, V for Volume, Alfonso Espriella, Ciegos SordosMudos, Reino del Mar, Benditol, LSCFJ, Monsieur Periné, Revólver, Sexy Lucy, Purple Zippers, Remaj 7, Frankie ha muerto.
DJ SETS: Troyans, Sonido Bestial, Pizarro, Armandito, Steven Gubereck, Fruto[9].
- 2010 (9 aprile) - Matisyahu, 2manydjs, Instituto Mexicano del Sonido, Bomba Estéreo, Palenke Soul Tribe, Superlitio, The Hall Effect y Alerta[10].